# Larrio Ekson
Larrio Ekson est un danseur, chorégraphe, comédien et pédagogue américain né à New York en 1948.

## Biographie

### Enfance et formation
Né à Harlem, d'une père indonésien et d'une mère d'origine mexicaine ayant des racines indiennes (Apaches et Séminoles), il commence la danse à 16 ans contre l'avis de son père. 
Acteur de l'avant-garde théâtrale new-yorkaise, Ekson participe aux expériences du Living Theatre et de La Mama, étudiant la danse avec Alwin Nikolais et Murray Louis. 
Il obtient une bourse pour étudier la danse grâce à un mécène. En 1970, il arrive à Paris en touriste, et suit les cours de Nina Vyroubova, ancienne danseuse étoile du ballet de l'Opéra et du Ballet du Marquis de Cuevas.  

### Carrière
Il accompagne sur scène des chanteuses comme Dalida ou Nicole Croisille. 
Il fait ensuite partie du groupe de recherche du ballet de l'Opéra dirigé par Carolyn Carlson de 1975 à 1980 (qui deviendra par la suite le GRCOP). Suivant sa directrice, il danse à La Fenice où il est nommé étoile, puis crée ses propres chorégraphies. 
Larrio Ekson a participé à de nombreux films publicitaires, dont un au Japon ; il a pris part à des défilés de mode avec Denise Sarraute, et pour Krizia et Nino Cerruti. Il a collaboré avec Carolyn Carlson au lancement du parfum 1881 de Cerruti à la Maison de verre à Paris en 1987. 
Gilberte Cournand dit de lui qu'il est le "Noureev de la danse contemporaine". 
Interprète des plus grands chorégraphes (Robert Cohan (en), Louis Falco, Paul Taylor, Frederick Ashton, May O’Donnell, James Warring ou Jiri Killian), il a notamment été le brillant interprète du King Lear-Prospero de Maurice Béjart en 1994. Plus récemment Bartabas lui a demandé de jouer le rôle de Macbeth pour le spectacle du Bassin de Neptune à Versailles intitulé Les Juments de la nuit librement inspiré du film de Kurosawa. 
Pédagogue de renommée internationale, demandé dans le monde entier, Larrio Ekson donne régulièrement des cours à l'Académie du Spectacle Equestre Bartabas à Versailles, ainsi que pour les danseurs du Ballet de l'Opéra de Paris et les élèves de l'École de Danse du Ballet National de l'Opéra de Paris.
Il a été acteur au théâtre, dirigée par Anne Delbée en 1995 dans Othello, puis en 2018 dans Andromaque de Racine.
En 2011 lors d'un gala donné au théâtre Verdi de Iesolo à l'occasion de ses 40 ans de carrière, Larrio EKSON a été fait "Citoyen de Venise".

### Hommage
Le 25 mars 2016 a eu lieu l’inauguration de la salle « l’Espace Larrio Ekson » au Théâtre de l’Échappée à Laval.
Il inaugure un nouveau studio de danse intitulé « Studio Larrio » dans le studio principal de Maria Grazie Sulpizi à Genes en Italie.
Un studio de danse à la MJC de Neuilly porte le nom de Larrio Ekson.

## Spectacles

### Interprète

#### Off-Off Broadway
- 1963 : On the town
- 1964 : You can't take it with you
- 1965 : West Side Story, dans le rôle de Tony
- 1967 : Jonah and the whale
- 1968 : Shakespeare in the park
- Caracas, Venezuela, Televisione Canal 8 : La Grande revista de la Jueves
- 1968 : Oklahoma
- 1968 : South Pacific
- 1968 : King and I
- 1968 : Flower drul song, de Roger & Hammerstien

#### Comédien
- 1974 : L'Atlantide de Petrika Ionesco, Théâtre National de Chaillot
- 1995 : Othello d'après William Shakespeare mise en scène Anne Delbée, Théâtre 14 (Paris)
- 2018 : Andromaque de Jean Racine mise en scène Anne Delbée, Le Mois Molière, Festival d'Anjou[13]

#### Danseur
- 1972 : Aux quatre coins de Carolyn Carlson
- 1972 : Six plus de Carolyn Carlson
- 1972 : Ricercare de  Jean-Marie Marion
- 1974 : Sablier prison de Carolyn Carlson à l'Opéra de Paris
- 1974 : Macdonald / Carlson / Béjart à l'Opéra de Paris
- 1974 : Il y a juste un instant de Carolyn Carlson à l'Opéra de Paris
- 1975 : Carolyn Carlson Dance Theatre de Carolyn Carlson
- 1977 : This de Carolyn Carlson à l'Opéra de Paris
- 1977 : That de Carolyn Carlson à l'Opéra de Paris
- 1977 : This, That and the Other de Carolyn Carlson à l'Opéra de Paris
- 1978 : Year of the Horse de Carolyn Carlson à l'Opéra de Paris[14]
- 1982 : Underwood de Carolyn Carlson, Théâtre de la Ville
- 1983 : L'Orso e la luna de Carolyn Carlson, Cour d'Honneur du Palais des Papes
- 1990 : Light de Carolyn Carlson, Théâtre de la Ville
- 1994 : Prospero de Maurice Béjart
- 1994 : King Lear de Maurice Béjart
- 2007 : Plaine des sables de Anne-Marie Porras
- 2008 : Les Princesses de Odile Azagury

##### Variétés
- 1974 : À l'affiche de l'Olympia avec Dalida
- 1978 : À l'affiche de l'Olympia avec Nicole Croisille
- 1992 : Participe avec Guesch Patti à une émission de Frédéric Mitterrand sur Antenne 2
- 1992-1993 : Chorégraphe d'"Illusions", un spectacle d'Ute Lemper dont il est le partenaire au cours de sa tournée internationale.

### Chorégraphies
- 1975 : Il y a juste un instant avec Carolyn Carlson à l'Opéra de Paris
- 1979 : Round about now, solo et duo avec Carolyn Carlson au théâtre des Bouffes du Nord
- 1982 : One two two et Rambling avec Luisa Casiraght au Festival de Venise
- 1983 : Underwoord avec Carolyn Carlson au théâtre Malibran de Venise
- 1984 : Paola suites, croisière de la Danse avec Colette Malye
- 1985 : Saturday matinée, comédie musicale avec Juliet Naylor au Théâtre de La Ville
- 1987 : Changing places au Théâtre d'Alençon
- 1988 : Shadows of the moon avec Sylvie Mougeolle à Vincenza
- 1988 : In flight, création pour Colette Malye et Wilfrid Romoli, Premier Danseur à l'Opéra de Paris
- 1988 : Orfeo, hommage à Jean Cocteau au Théâtre Petruzelli de Bari
- 1989 : LAR and COL avec Colette Malye au théâtre de Choisy-le-Roi
- 1991 : L'ESPOIR avec Virginie Richard
- 1992 : Whats's happening in the world today? avec la troupe "IL MOMENTO" au théâtre Verdi de Gênes
- 1992 : Hommage à Man Ray à La Piazza San Marco de Venise
- 1994 : Coming and going avec les élèves de l'École Nationale Supérieure de Danse du Ballet de Marseille
- 1995 : Entre ciel et terre avec les élèves de l'École Nationale Supérieure de Danse du Ballet de Marseille
- 1996 : Light from the abyss, création à Venise avec Carolyn Carlson et C. Sagna
- 1996 : Twelve in a nocturn garden et From under the abyss co avec les élèves de l'École Nationale Supérieure de Danse du Ballet de Marseille
- 1996 : La strada au théâtre de Caen avec L. Di Natale, M. Zmöeling et N. Fuchs, reprise au théâtre de Rouen en 1997
- 1997 : Black on white et Chant de la mère les élèves de l'École Nationale Supérieure de Danse du Ballet de Marseille
- 1998 : Hommage à Édith Piaf avec les élèves de l'École Nationale Supérieure de Danse du Ballet de Marseille
- 1999 : Jealousy, création mondiale au théâtre de Saint-Quentin-en-Yvelines avec Agnès Letestu, Danseuse-Étoile de l'Opéra de Paris
- 1999 : A mother's song, création mondiale en version intégrale avec SADAMATSU-HAMADA Ballet Company de Kobe (Japon)
- 2000 : Running out of time, création mondiale pour le MBC Ballet au Thousand Oaks Civic Arts Plaza de Los Angeles

## Filmographie

### Interprète
- 1974 : Noroît de Jacques Rivette, avec Géraldine Chaplin et Bernadette Laffont : Ludovico
- 1984 : Exit exil de Luc Monheim, avec Magali Noël et Philippe Léotard
- 1990 : La barque sacrée, un film de 52 min de Marlène Ionesco, avec Carolyn Carlson et Yorma Uotinen sur le mythe d'Isis et Osiris ; diffusion FR3 et La Sept.
- 2006 : Aurore de Nils Tavernier : Garde du roi[15]
- 2017 : PHENIX de Maxime Gralet[16]

### Chorégraphe
- 1987 : Chorégraphe de Mimérismes, un film publicitaire tourné pour Lancôme, réalisé par Hilton Mc Connico.
- 2000 : Chorégraphe et danseur dans Le rêve d'Othello, un film de 21 min de Marlène Ionesco, avec Agnès Letestu, danseuse-étoile de l'Opéra de Paris.

## Distinction
- Commandeur de l'ordre des Arts et des Lettres, remis en 2012 par Frédéric Mitterrand, Ministre de la Culture et de la Communication du Président Sarkozy, au rang de Commandeur dans l'Ordre des Arts et des Lettres.

### Biblioraphie
- Claude-Alain Planchon (préf. Carolyn Carlson), Larrio Ekson. L'envol de l'aigle, Jacques Flament Éditions, 2019, 128 p. (ISBN 9782363363817, présentation en ligne)